# Bogumił Jasinowski
Bogumił Jasinowski (ur. 26 marca 1883 w Warszawie, zm. 8 maja 1969 w Santiago) – polski historyk filozofii i kultury, profesor Uniwersytetu Wileńskiego.

## Życiorys
Był synem Izydora i Heleny z Weintraubów. Ukończył IV Gimnazjum w Warszawie (1901), następnie studiował prawo na Cesarskim Uniwersytecie Warszawskim (1901-1905). W kolejnych latach kontynuował studia na uniwersytetach w Berlinie i Monachium (1906-1909, filozofię), w Charkowie (1909-1910, prawo, 1910 kandydat praw) i w Zurychu (1913-1916, 1916 doktorat). Pracował przez kilka lat jako adwokat w Warszawie. W 1918 habilitował się na Katolickim Uniwersytecie Lubelskim z historii filozofii i został kierownikiem Katedry Historii Filozofii na tej uczelni. W 1920 objął Katedrę Filozofii w Wolnej Wszechnicy Polskiej w Warszawie (do 1924). Lata 1926–1930 spędził na badaniach z dziedziny historii filozofii w Paryżu, 1930-1931 był docentem w I Katedrze Filozofii Uniwersytetu Warszawskiego. W 1931 przeniósł się na Uniwersytet Wileński, gdzie został profesorem nadzwyczajnym i kierownikiem Katedry Filozofii. Po wybuchu II wojny światowej wyemigrował do Ameryki Południowej. Nie zaprzestał pracy dydaktycznej, wykładał historię filozofii na uniwersytecie w Buenos Aires (1944-1945), historię filozofii średniowiecznej, neoplatonizm i teorię prawa na uniwersytecie w Santiago de Chile (1945-1954, kierował Katedrą Historii Filozofii Średniowiecznej) oraz historię filozofii na Polskim Uniwersytecie na Obczyźnie w Londynie (1955-1969, kierował Katedrą Historii Filozofii).

## Członkostwo w towarzystwach naukowych
W 1930 został członkiem korespondentem Towarzystwa Naukowego Warszawskiego. Należał także do Towarzystwa Prawniczego w Warszawie (od 1917), Towarzystwa Przyjaciół Nauk w Wilnie, Polskiego Towarzystwa Filozoficznego, Członek Polskiego Towarzystwa Naukowego na Obczyźnie.

## Zakres badań
Zajmował się historią filozofii, historią kultury i nauki oraz prawem państwowym. Określił stanowisko neoplatonizmu w historii filozofii. Badał poglądy filozoficzne i historiozoficzne Gottfrieda Wilhelma Leibniza, Heinricha Rickerta, Wilhelma Windelbanda oraz dorobek socjologiczny Edwarda Abramowskiego. Wykazywał związki między teorią kopernikańską a filozofią neoplatońską, pitagorejską i augustiańską. Interesował się również parlamentaryzmem rosyjskim. 

## Wybrane publikacje
- Parlamentaryzm, Duma Państwowa i reprezentacja polska (1907)
- Teorja doboru naturalnego a teorja poznania (1911)
- O istocie neoplatonizmu i jego stanowisku w dziejach filozofii (1917-1918)
- Die analytische Urteilsehre Leibnizens in ihrem Verhaeltniss zu seiner Metaphysik (1918)
- Historia neoplatonizmu (1918)
- Konflikt rozumu i wiary a rozwój dziejowy filozofii (1922)
- Sur l'esprit veritable de la philosophie italienne (1930)
- Wschodnie chrześcijaństwo a Rosja. Na tle rozbioru pierwiastków cywilizacyjnych Wschodu i Zachodu (1933)
- La renaissance de l'atomisme au XIX s. et ses proemisses historiques (1942)
- Copoernico como sabio, hombre de fe y patriota (1943)
- La revelacion de la Edad Media (1944)
- El problema de la Historia y su lugar en el conocimiento del Derecho (1945)
- Bosquejo pragmatico de Filosofia del Derecho (1946)
- Naturaleza a Historia (1956)
- Saber y dialectica (1957)
- Renacimiento Italiano y Pensamiento Moderno (1968)